# Fornitore
In economia e commercio, il fornitore è un soggetto economico che opera nel mercato dell'approvvigionamento per le risorse finanziarie e primarie (beni e servizi).
Se l'azienda si occupa di leasing o consulenza, il fornitore può essere uno stakeholder.
Nel mercato libero dell'energia il fornitore è un soggetto economico preposto alla vendita di energia elettrica e gas. SI occupa quindi di predisporre le offerte luce e gas e gestire il servizio per i propri clienti secondo le regole imposte da ARERA, l'autorità garante per l'energia elettrica.